# دهوییه (بخش مرکزی کرمان)
دهوییه، روستایی است از توابع بخش مرکزی شهرستان کرمان در استان کرمان ایران.

## جمعیت
این روستا در دهستان باغین  قرار داشته و براساس آخرین سرشماری مرکز آمار ایران که در سال ۱۳۸۵ صورت گرفته، جمعیت آن  ۶۵نفر (۱۱خانوار) بوده‌است.